# Ermita del Bendito Cristo (Villademor de la Vega)
La ermita del Bendito Cristo es un templo católico situado en el extrarradio de la villa de Villademor de la Vega, junto a la carretera LE-7518 que une Toral de los Guzmanes y Valencia de Don Juan.
La ermita, construida con tapial, adobe y ladrillo, tiene una cubierta a dos aguas y un pequeño campanario. Por detrás asoma un poco más elevado un ábside a cuatro aguas. Dispone de un pórtico en la puerta del lado sur que se cambió de lugar por estar muy cerca de una carretera vecinal, llamada Calle Real en el tramo que discurre por la localidad, y que forma parte de la antigua red de vías pecuarias. El suelo del pórtico luce un enchinarrado de formas geométricas.